# América Latina Olé Tour 2016
América Latina Olé Tour 2016  é uma tour realizado pela banda The Rolling Stones pela América Latina, que começou no dia 3 de fevereiro em Santiago, passando por  La Plata, Montevideo, Rio de Janeiro, São Paulo, Porto Alegre, Lima e Bogotá  antes de terminar em Havana no dia 25 de Março de 2016.

## Lista de Shows
| 3 de fevereiro de 2016  | Santiago         | Chile     | Estádio Nacional              | Los Tres                       | 62,412 / 62,412          | $6,160,725  |
| 7 de fevereiro de 2016  | La Plata         | Argentina | Estádio Ciudad de La Plata    | Andrés Ciro Martínez La Beriso | 155,184 / 155,184        | $17,637,161 |
| 10 de fevereiro de 2016 | La Plata         | Argentina | Estádio Ciudad de La Plata    | Andrés Ciro Martínez La Beriso | 155,184 / 155,184        | $17,637,161 |
| 13 de fevereiro de 2016 | La Plata         | Argentina | Estádio Ciudad de La Plata    | Andrés Ciro Martínez La Beriso | 155,184 / 155,184        | $17,637,161 |
| 16 de fevereiro de 2016 | Montevidéu       | Uruguai   | Estádio Centenário            | Boomerang                      | 61,445 / 61,445          | $7,596,103  |
| 20 de fevereiro de 2016 | Rio de Janeiro   | Brasil    | Estádio do Maracanã           | Ultraje a Rigor Dr Pheabes     | 60,051 / 60,051          | $5,588,851  |
| 24 de fevereiro de 2016 | São Paulo        | Brasil    | Estádio do Morumbi            | Titãs                          | 135,656 / 135,656        | $12,255,726 |
| 27 de fevereiro de 2016 | São Paulo        | Brasil    | Estádio do Morumbi            | Titãs                          | 135,656 / 135,656        | $12,255,726 |
| 2 de março de 2016      | Porto Alegre     | Brasil    | Estádio Beira-Rio             | Cachorro Grande Dr Pheabes     | 49,073 / 49,073          | $6,441,579  |
| 6 de março de 2016      | Lima             | Peru      | Estadio Monumental            | Frágil Andrés Dulude           | 47,119 / 47,119          | $8,095,011  |
| 10 de março de 2016     | Bogotá           | Colômbia  | Estadio El Campín             | Diamante Eléctrico             | 40,785 / 40,785          | $6,905,869  |
| 14 de março de 2016     | Cidade do México | México    | Foro Sol                      | Little Jesus                   | 117,567 / 117,567        | $13,213,298 |
| 17 de março de 2016     | Cidade do México | México    | Foro Sol                      | Little Jesus                   | 117,567 / 117,567        | $13,213,298 |
| 25 de março de 2016     | Havana           | Cuba      | Ciudad Deportiva de La Habana | —                              | —                        | —           |
| Total                   | Total            | Total     | Total                         | Total                          | 729,292 / 729,292 (100%) | $83,894,323 |

## Membros da Banda

### The Rolling Stones
- Mick Jagger: Vocalista, Guitarrista
- Keith Richards: Guitarrista, Vocalista
- Charlie Watts: Baterista
- Ronnie Wood: Guitarrista